# ジン (蒸留酒)
ジン（英語: Gin）とは、ジュニパーベリー（杜松果、主にセイヨウネズの球果）で香りづけをした蒸留酒である。爽やかで辛口の味わいが特徴であり、ジン・トニックをはじめとしたカクテルのベースとしてひろく飲まれている。
ジンの起源は16世紀のオランダで誕生したジュネヴァという薬用の蒸留酒である。これは麦などの穀物から作られた蒸留酒にジュニパーベリーの香りをつけたものであった。ジュネヴァは三十年戦争から名誉革命を経て「ジン」の名称でイギリス国内に定着し、1720 – 1751年にかけて「狂気のジン時代」と呼ばれる大流行を巻き起こした。度重なる規制を受けてジンの人気は一度下火になったが、1827年の連続式蒸留機の発明によってクリーンな味わいでボタニカルの風味を重視する「ドライ・ジン」が誕生し、以後のジンの主流となった。その後、アメリカ合衆国に渡ったジンはカクテルベースとして高い評価を受け、マティーニを始めとしたカクテルに用いられるようになる。それゆえジンの歴史は「ジンは、オランダ人が生み、イギリス人が洗練し、アメリカ人が栄光を与えた」と評される。

## 種類

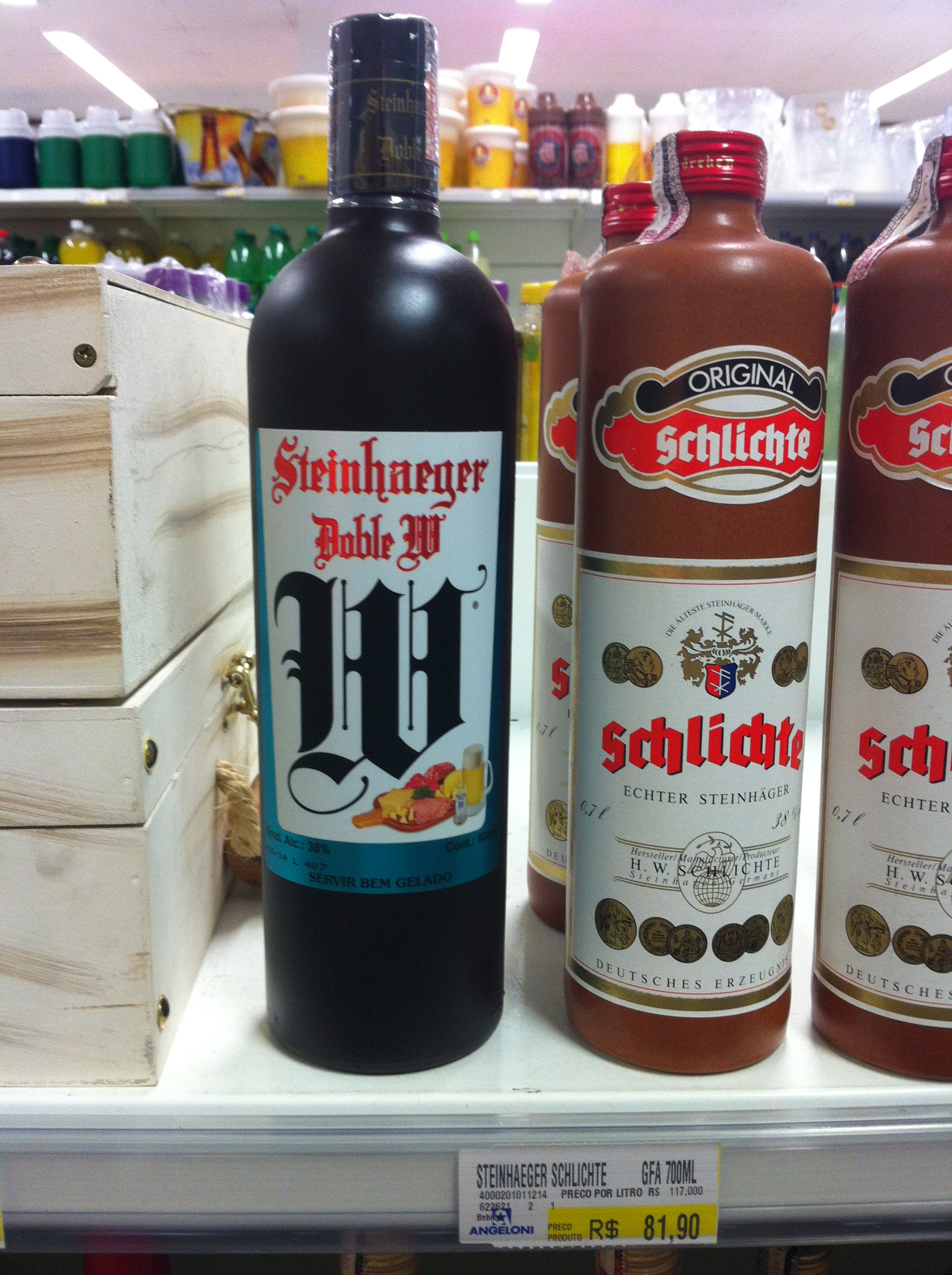
シュタインヘーガー

ドライ・ジン
広義のジンは蒸留酒に草根木皮を加えて再蒸留した酒であるが、ドライ・ジンはその中でも無色透明かつ甘味のない辛口の酒である。2023年現在、一般に「ジン」と呼ばれる酒のほとんどはドライ・ジンである。主産地がイギリスであったことから、「ブリティッシュ・ジン」や「ロンドン・ジン」とも呼ばれる。

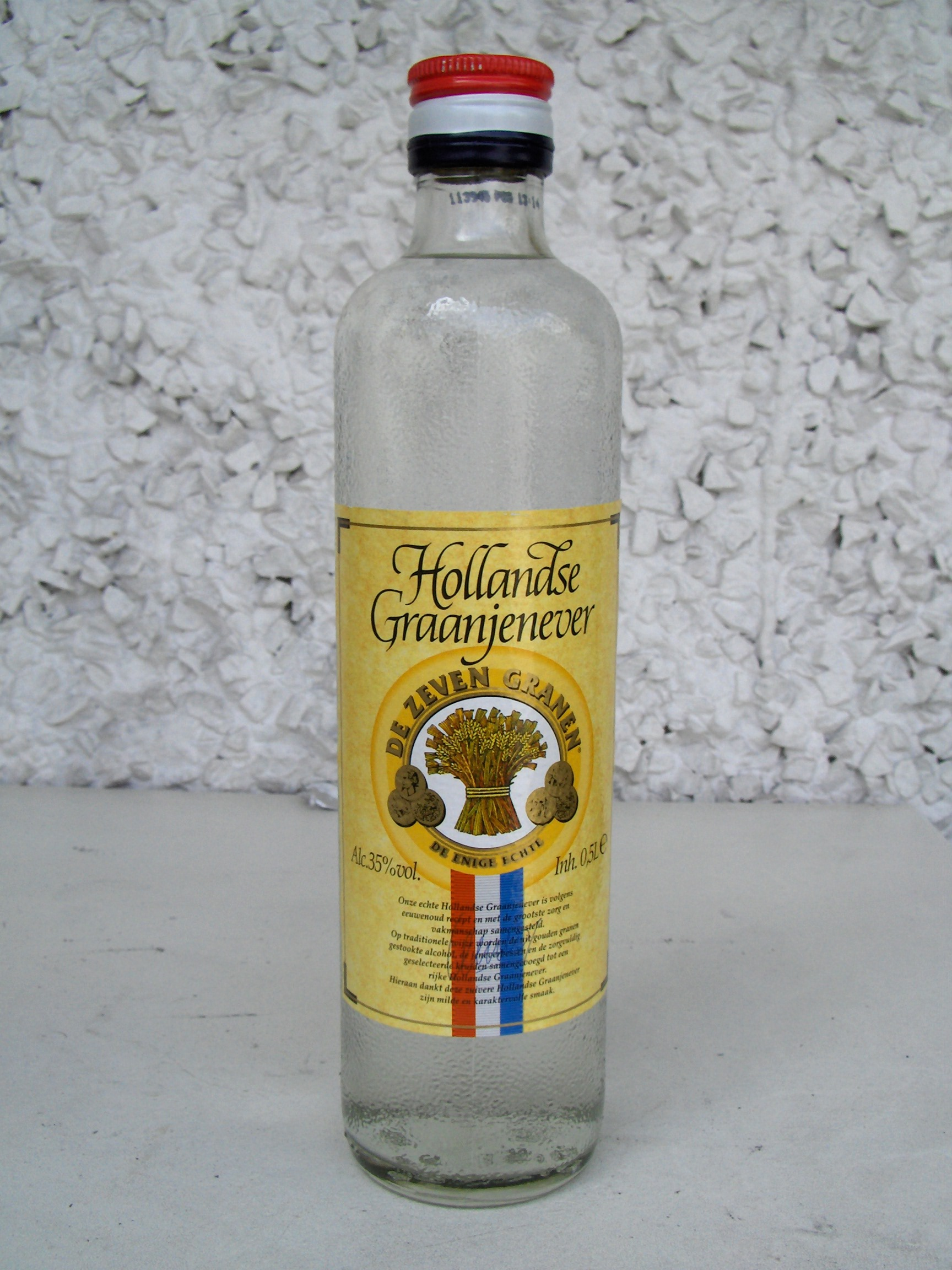
ジュネヴァ
ジュネヴァはオランダ発祥の蒸留酒であり、これがイギリスに渡ってジンへと発展していった（詳細は#歴史節を参照）。大麦などの穀物を糖化、発酵させてポットスチルで2 – 3度蒸留したのち、ジュニパーベリー等のボタニカルを加えて再び蒸留して造られる。ジュニパーベリーで風味づけがされているため定義上はジンの一種であるが、原料である大麦の香味が残ったモルトウイスキーに近い重厚な味わいが特徴である。詳細はジュネヴァを参照。
オールド・トム・ジン
オールド・トム・ジンは甘味料を添加したドライ・ジンである。基本的な製法はドライ・ジンと変わらず、概して重量の2パーセント程度の砂糖が添加されている。18世紀の雑味の多いジンを飲みやすくするために砂糖を加えたのが始まりである。詳細はオールド・トム・ジンを参照。
シュタインヘーガー
シュタインヘーガーは生のジュニパーベリーを発酵・蒸留して造られるドイツの酒である。風味はジンに近しく「ドイツのジン」と呼ばれるが、製法はジンとまったく異なり、歴史的にもジュネヴァおよびジンと一切関係なくドイツで独自に発展した。香りはドライ・ジンほど派手ではなく、醸造酒のようにまろやかな風味が特徴。詳細はシュタインヘーガーを参照。

### その他
スロー・ジン
スローベリー（Sloe berry、スピノサスモモの果実）と砂糖をスピリッツに浸漬して作られる酒である。イギリスの家庭でスローベリーをジンに漬け込むようになったのがはじまりで、梅酒に近しいところがある酒である。詳細はスロー・ジンを参照。
ノンアルコール・ジン
酒類ではなくなるが、製法や味わいがジンに近いノンアルコール飲料（ノンアルコール・ジン）もある。

## 法律上の定義

### 欧州連合（EU）
欧州連合（EU）におけるジンの定義は1989年にはじめて制定され、2008年に2020年現在の形に更新された。「ジン」（Gin）、「蒸留ジン」（Distilled Gin）、「ロンドン・ジン」（London Gin）の3種類に分類されている。
ジン
農産物由来のアルコールにジュニパーベリーで香りづけをしたもので、かつ主な香味がジュニパーベリーの香りであるもの。最低瓶詰めアルコール度数は37.5度。香りづけに用いることができるのは規定によって定められた自然由来の物もしくはネイチャーアイデンティカルな物質のみである。甘味料の添加が製品1リットルあたり0.1グラムの場合は製品名に「ドライ」を付加できる。
EU規定のなかでは最も定義が広く、ジュニパーベリーの香味がする37.5度以上のアルコールであれば定義に当てはまる。ジュネヴァ、シュタインヘーガー、オールド・トム・ジン、スロー・ジン、コンパウンド・ジンなどはこれに該当する。
蒸留ジン
農産物由来かつアルコール度数96度以上で蒸留されたエタノールにジュニパーベリーを加えて再蒸留することで香りづけをしたもので、かつ主な香味がジュニパーベリーの香りであるもの。最低瓶詰めアルコール度数は37.5度。香りづけに用いることができるのは規定によって定められた自然由来の物もしくはネイチャーアイデンティカルな物質のみである。単に精油を加えたり香りづけしただけのものは含まない。甘味料の添加が製品1リットルあたり0.1グラムの場合は製品名に「ドライ」を付加できる。
「ジン」との違いはボタニカルを加えての再蒸留が必須になっている点と、ベースとなるアルコールがニュートラルスピリッツでなければいけない点である。一般的なドライ・ジンはこれに該当することが多い。
ロンドン・ジン
農産物由来かつ100リットルあたりのメタノール含有量が5グラム以下のアルコールであり、植物を伝統的な蒸留器で再蒸留することでのみ香りづけされたもの。蒸留後のアルコール度数は70度以上であり、最低瓶詰め度数は37.5度である。蒸留後に水、砂糖（1リットルあたり0.1グラム未満）、ニュートラルスピリッツ以外のものを加えてはいけない。ロンドン・ジンの条件を満たす場合は製品名に「ドライ」を付加できる。
蒸留ジンよりもさらに厳格な基準であり、香りづけに天然由来のボタニカル以外を使えないほか、香料、着色料、食品添加物を加えることもできない。ロンドンと名はついているものの地理的表示ではなく、ロンドン以外で生産されたものでも名乗ることができる。

### 日本
日本の酒税法においてジンは「スピリッツ」に該当し、「第七号から前号までに掲げる酒類以外の酒類でエキス分が二度未満のものをいう」と定義づけられている。酒税法以外の法的定義は存在せず、ベーススピリッツやボタニカルに関する決まりは一切ない。

### アメリカ合衆国
アメリカ合衆国においては「ジン」（Gin）と「蒸留ジン」（Distilled Gin）の2種類が存在する。「ジン」はジュニパーベリーによって香りづけされたアルコール度数40パーセント以上の蒸留酒で、「蒸留ジン」は蒸留によってのみジュニパーベリーの香りづけがされたアルコール度数40パーセント以上の蒸留酒である。

## 歴史

### 前史 - ジュネヴァの誕生

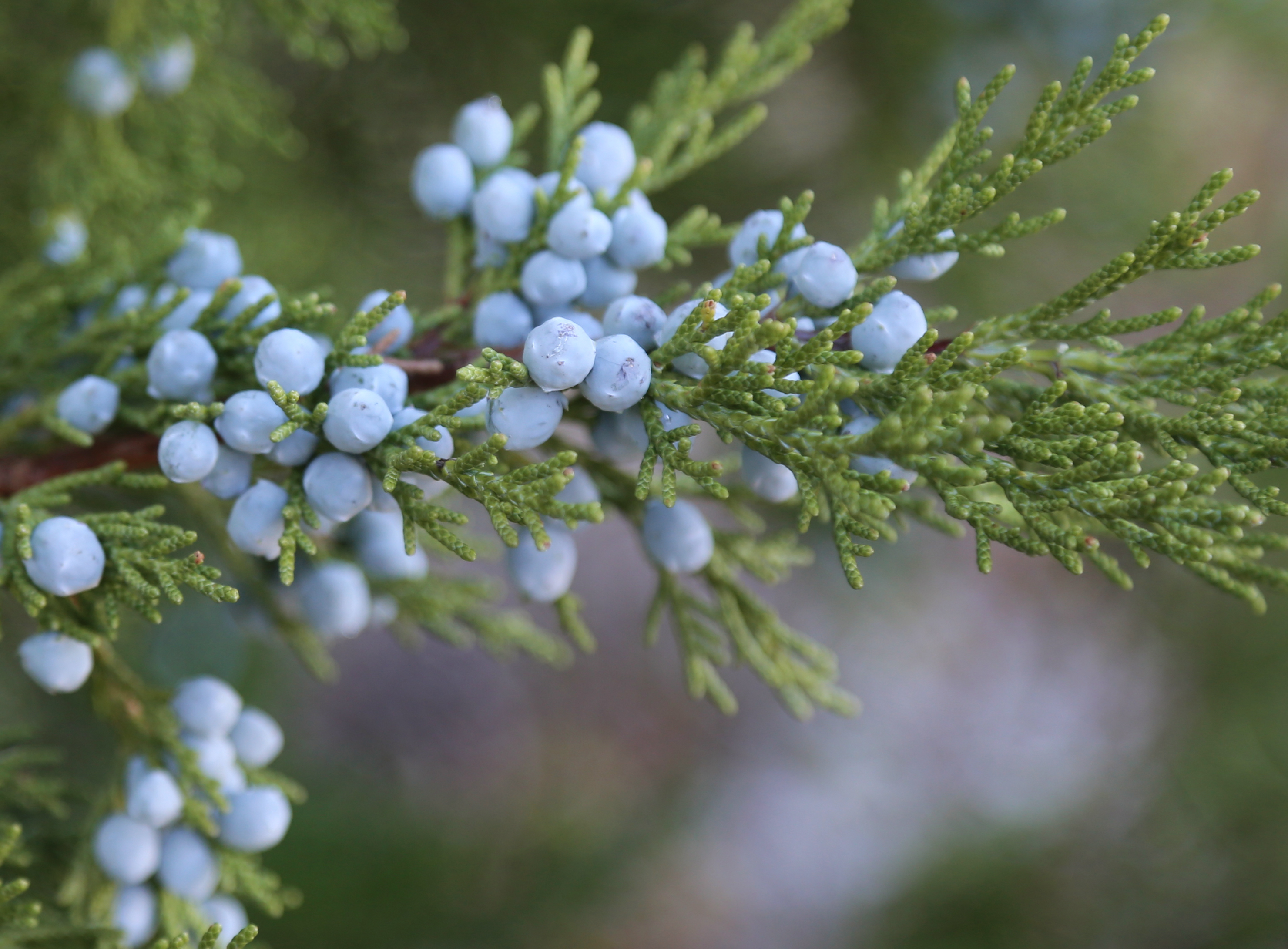
ジュニパーベリー

ジンの風味を特徴づけるジュニパーベリーは古くから薬効があることで知られており、キャンパー・イングリッシュは「歴史上、薬が登場するところでは必ずジュニパーが現れる」と評している。ジュニパーベリーの歴史を遡ると、古くは紀元前1550年エジプトのパピルスに黄疸へ効果がある旨が記されていたほか、中世のペストの大流行時にはペスト医師がマスクにジュニパーベリーを詰めていた。また、ジュニパーベリーは歴史的に酒とともに処方されてきた。12世紀のマテウス・プラテアリウスの本には潰したジュニパーベリーとワインを混ぜて蒸留する強壮剤のレシピが載っている。
ジンの祖先にあたるジュネヴァの原型は1269年にヤーコブ・ファン・マールラントがあらわした『Der Naturen Bloeme』（『自然の花』）に見える。これはワインにジュニパーベリーを入れるレシピであり、ジュニパーベリーと酒を主材料とする薬に言及した最古のオランダ語文献である。1495年にオランダで刊行された医学論文集『Gebrande Wyn Maken』（『焼きワインの作り方』）では、ワインとビールを混ぜ合わせたものにジュニパーベリーをはじめとした多数のハーブ、スパイスを加えて蒸留するレシピが掲載されている。このように初期のジュネヴァはワインをベースに使ったものであり、14世紀頃までは嗜好品ではなく医薬品として扱われていたが、1500年代前半に冷害の影響でブドウの入手が難しくなったため、次第に各種の穀物を原料とした酒をベースにするようになっていった。穀物を原料にしたことで価格が下がったことや、当時のあまり出来のよくない蒸留酒をボタニカルの香りで飲みやすくできたことなどから、もともと薬用だったジュネヴァは、16世紀中にはオランダで嗜好品としてひろく飲まれるようになった。また、当時の香辛料はおしなべて高価だったため、入手しやすいジュニパーベリーがボタニカルの代表格としてひろく用いられるようになっていった。こうして、穀物ベースの蒸留酒にジュニパーベリーで香りづけしたものがジュネヴァとして確立したのである。
なお、ジュネヴァの起源をライデン大学医学部教授フランシスクス・シルヴィウスが1660年に開発したものだとする説があるが、上述の通りシルヴィウスが生まれた1614年以前からジュネヴァは存在しているため、この説は誤りである。

### 狂気のジン時代

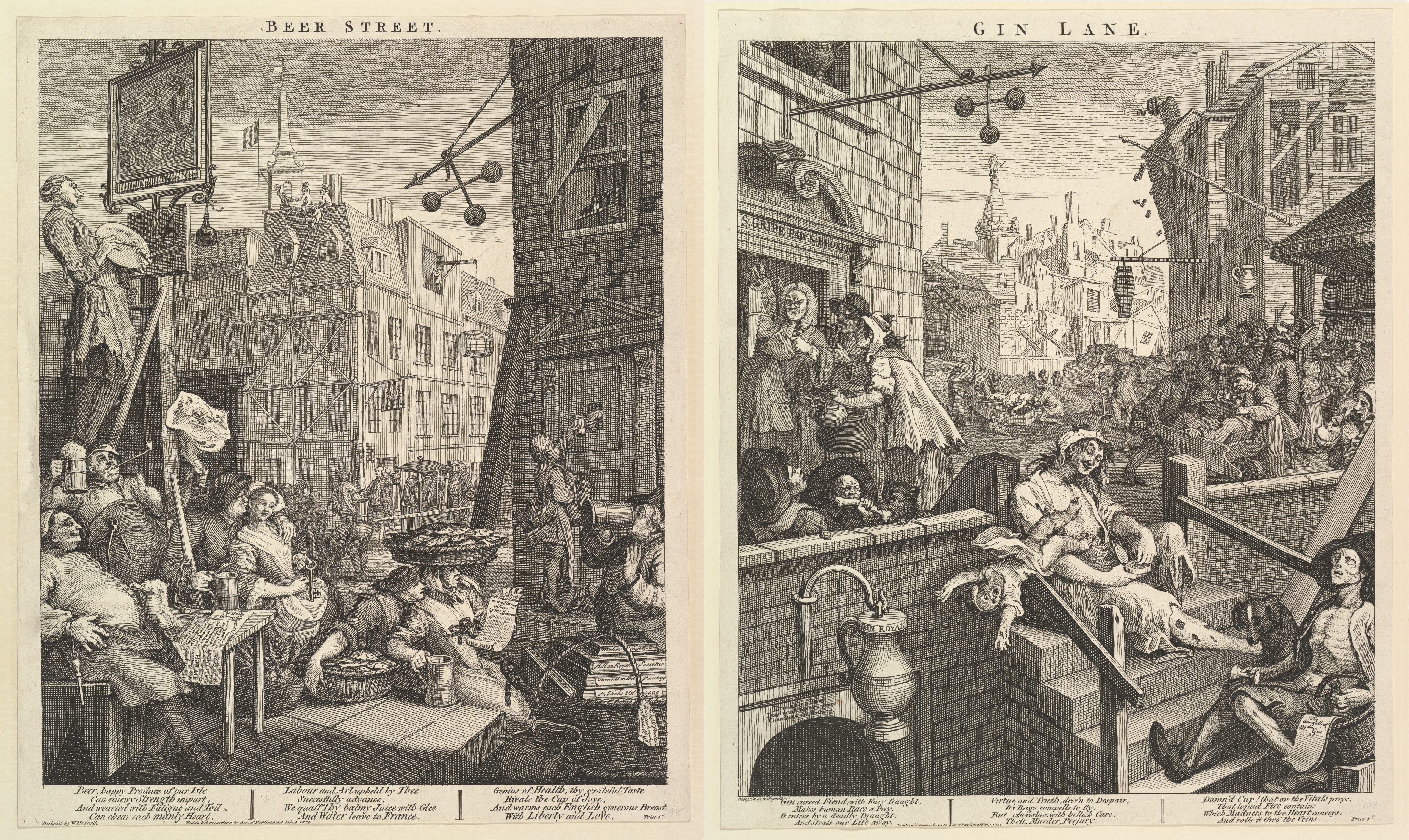
『ビール通りとジン横丁』（1751年）/右がジン横丁。

ジュネヴァは1586年のネーデルラント出兵および1618 – 1648年の三十年戦争をきっかけにイギリスへと伝わった。当時のイングランド人兵士たちは戦いの前にジュネヴァをあおって士気をあげたことから、ジュネヴァを「オランダ人の勇気」と呼んでいた。1600年代のうちにはイギリスの富裕層はフランス産のブランデーとならんでオランダ産のジュネヴァを飲むようになっていた。イギリスに伝わった「genever」は次第に「ginever」へと変化し、最終的に「gin」（ジン）と呼ばれるようになった。文書に記された最古の「gin」表記はバーナード・デ・マンデヴィル『蜂の寓話』（1714年）にみえる。
1600年代前半のイギリスは清教徒のオリバー・クロムウェルやカトリックのジェームズ2世など蒸留酒へ厳しい態度を取る統治者が続いたため、ジュネヴァは大衆には浸透しなかった。潮目が変わったきっかけは1688 – 1689年の名誉革命である。新たにイングランド国王に就いたオランダ総督ウィリアム3世は厳しい反フランス政策を取り、その一環で1689年にフランス製蒸留酒、すなわちブランデーの輸入を禁止した。また、翌1690年にはフランス産に代わって国産蒸留酒を入手しやすくするために、それまでリヴァリ・カンパニーが独占していた蒸留酒づくりを一般に開放した。加えて穀物製の蒸留酒への税金を大幅に下げ、蒸留酒づくりを奨励した。これらの政策の影響で18世紀前半のイギリスではジンが大流行した。ジンはジュニパーベリーで風味をごまかせるためビールには使えないような粗悪な大麦を使うことができ、低価格で販売できた。もともとジュネヴァは大麦の風味が強くモルトウイスキーに近いところのある酒だったが、ジンは粗悪な味の蒸留酒をボタニカルや砂糖で誤魔化した酒へと変化していた。低価格であったことから流行はロンドンの貧困層の間で顕著であり、1700年時点の酒を飲むイギリス人の平均ジン摂取量は1.7リットル/年だったが、年ごとに消費量は伸びていき、貧困層に限れば1743年時点で11.4リットル/年にまで増加した。このジンの大流行は「狂気のジン時代」と呼ばれ、1720年代から1751年にかけて続いた。
この時代、犯罪者がジンを提供する店に入り浸ったり、店が犯罪の現場になったりしたことで、ジンへの印象は次第に悪化していった。ウィリアム・ホガースの銅版画『ビール通りとジン横丁』はこうした風潮のなかで描かれたもので、景気のいい労働者たちがビールを楽しむ一方、貧民たちが幽霊のような身なりでジンに溺れる姿が表現されている。危機感を覚えた議会は1729年以降複数回にわたって規制を行うが効果は芳しくなく、1751年の8度目の規制でようやく流行に歯止めがかかった。この8度目の規制では蒸留酒への税金が50%以上引き上げられている。その後も民衆の平均賃金の低下やポーターの流行、不作に伴う1757 – 1760年にかけての蒸留酒づくり禁止令などによってジンの人気は下火になっていった。

### ドライ・ジンの登場

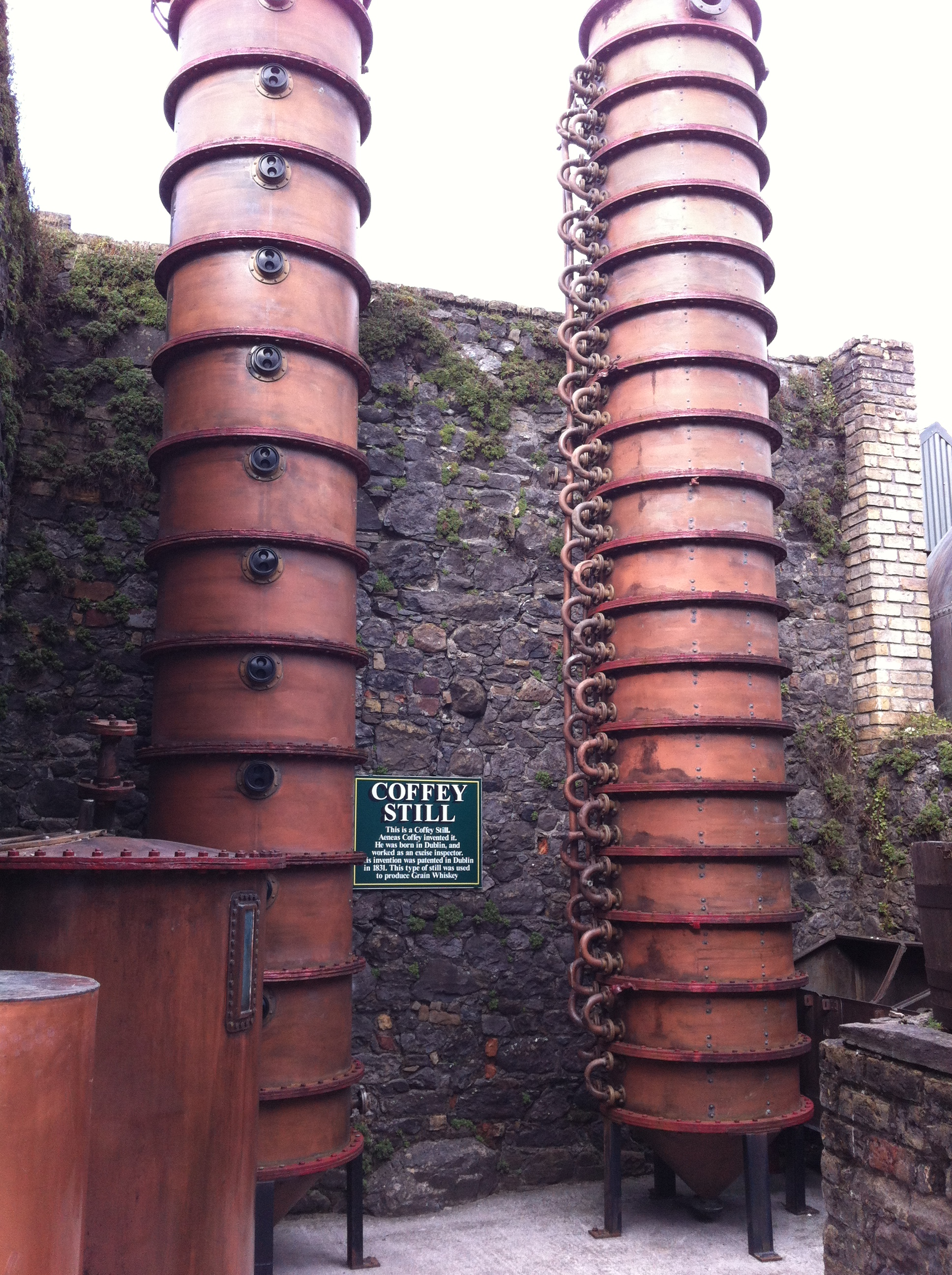
カフェ式連続蒸留器

厳しい増税を受けたジンは値段に見合うよう次第に質を向上させていき、19世紀には高級志向のジンを製造するメーカーも登場しはじめた。また、瓶に生産者の名前を表示するようになるなど良質なジンのブランド化が進んでいった。この頃のジンといえば砂糖を加えたオールド・トム・ジンが主流であったが、それはかつてのように悪い風味を誤魔化すためではなく、甘味を好む大衆に合わせるためであった。そんな中、1827年にロバート・スタインが連続式蒸留機を開発し、1830年にイーニアス・コフィーがカフェ式連続蒸留器を開発すると、不純物のないクリーンな蒸留酒を容易に製造できるようになった。それでもなお一般には甘味のあるジンが好まれていたが、健康を重視する富裕層を中心に甘味のないものが受け入れられるようになってくると、これがドライ・ジンという新たなスタイルとして確立するに至った。次第に市場ではオールド・トムよりドライ・ジンが主流となっていき、ジンのメーカーも「無糖」や「ドライ」を前面に出した製品を販売するようになった。
連続式蒸留機の発明はジンの歴史において非常に重要な役割を果たした。連続式蒸留機で作られるクリーンな味わいのスピリッツは、メーカーの意図や技術を正確に反映できる下地として機能し、これによってジュニパーベリーのみならずコリアンダーやアンゼリカなど、のちに定番となるさまざまなボタニカルが使われはじめた。大麦風味の強いジュネヴァから甘味があるオールド・トム・ジンへ、そしてドライかつボタニカルの風味を重視するドライ・ジンへと変化していったのである。2023年現在、一般に「ジン」と呼ばれる酒のほとんどはこのドライ・ジンである。

### マティーニの登場

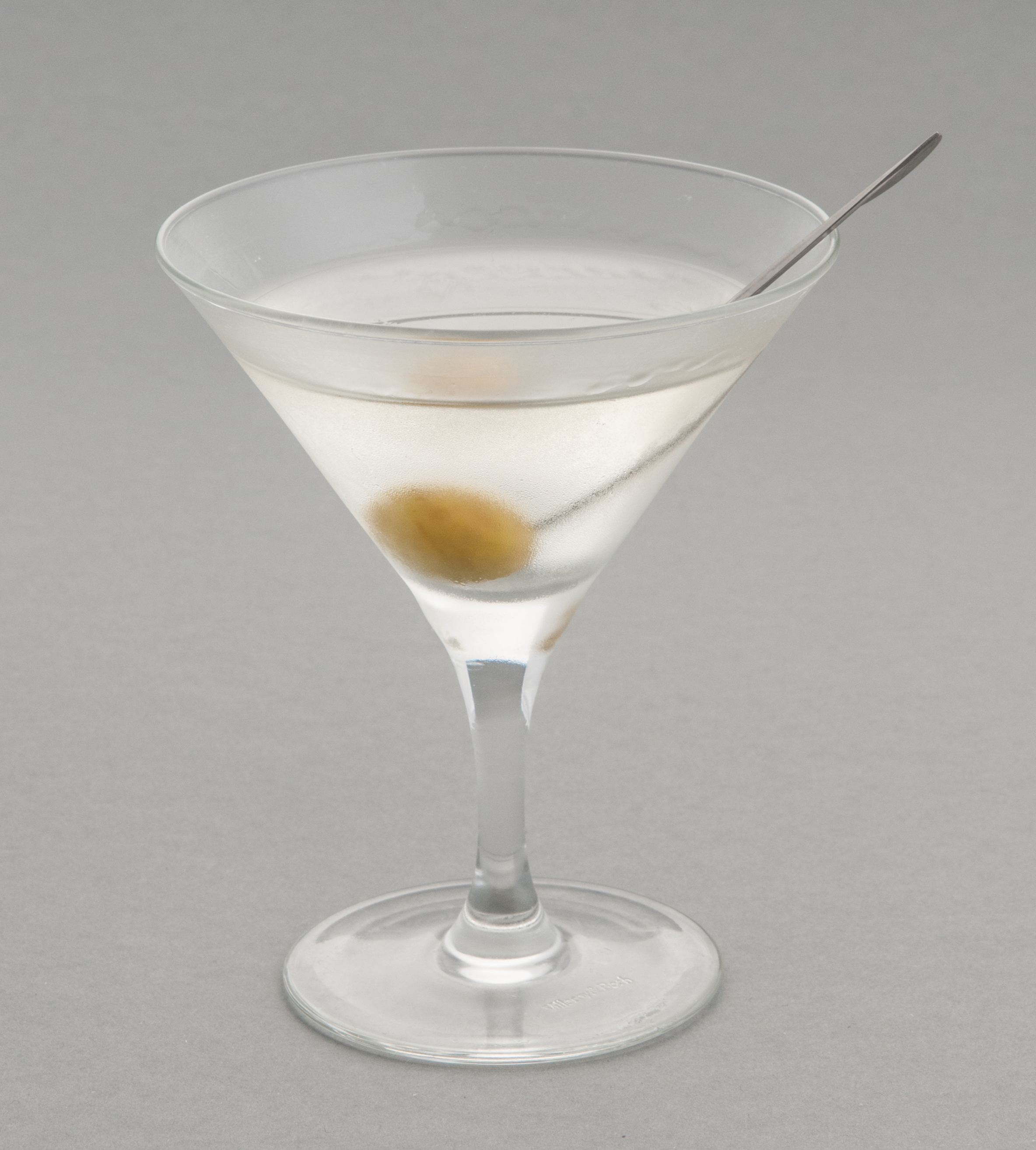
マティーニ

イギリスでジンの品質と評価が向上したため、1850年にはそれまで禁止されていたジンの海外輸出が解禁となった。これによってアメリカに渡ったジンはカクテルベースとして高い評価を受けるようになる。このことからジンの歴史は「ジンは、オランダ人が生み、イギリス人が洗練し、アメリカ人が栄光を与えた」と評される。アメリカのバーではそれまでカクテルの材料としてジュネヴァがひろく使われていたが、次第にオールド・トムが使われるようになり、1896年にはドライ・ジンを使ったマティーニのレシピがはじめて登場するにいたった。そしてマティーニの登場がきっかけで次第にアメリカにおけるジンの主流はドライ・ジンへと移り変わっていった。1930年に刊行された『The Savoy Cocktail Book』のレシピではその半分以上でドライ・ジンが用いられている。
1920年にアメリカ合衆国で禁酒法が施行されると、ウイスキーとは違って熟成が不要で手軽に作れるジンが密造酒として造られるようになる。容器にアルコールとジュニパーのエキスを入れるだけで造ることができ、バスタブが容器の大きさとしてちょうどよかったことから「」と呼ばれることもあった。一方で禁酒法をきっかけにバーテンダーがアメリカ国外へ流出したことでアメリカで生み出されたカクテル文化がヨーロッパに普及していき、1920年代のロンドンではサヴォイ・ホテルのアメリカン・バー（アメリカ風のカクテルを提供するバー）が人気を博した。1933年に禁酒法が廃止されると、熟成が不要ですぐに製造できるジンがアメリカで再び人気を博した。禁酒法を廃止したフランクリン・ルーズベルトもマティーニを好んでいた。しかし1960年代以降はジンに代わってウォッカの人気が高まり、ジンの人気は下火となっていった。

### クラフトジンの流行

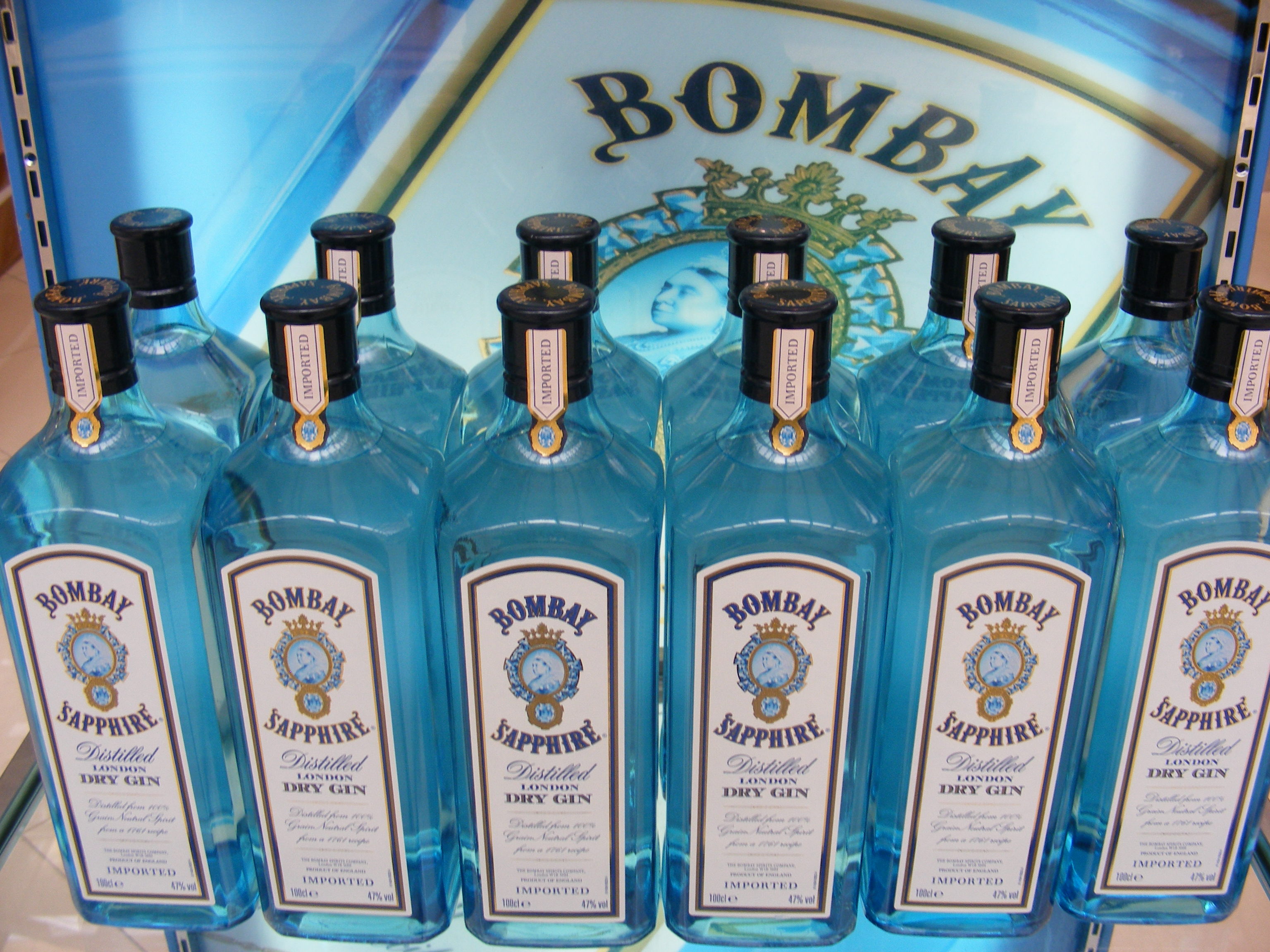
ボンベイ・サファイア

1960年代以降人気が低迷していったジンだったが、1987年にボンベイ・サファイアが登場し、洗練された味わいとデザインが人気を博したことで次第に人気を取り戻していくようになる。2000年代に入ると品質を重視した高級志向のジンが流行しはじめ、それらは一般に「プレミアムジン」と呼ばれるようになっていた。プレミアムジンのさきがけとなったのは通常より小型の蒸留器で造ったことを特徴とする「タンカレー No.10」である。当時の一般的なジンよりも高価であったものの、質の高さゆえに愛好家から人気を博した。他にもキュウリとバラという伝統的なジンではあまり採用されないボタニカルを使ったヘンドリックス・ジンや、穀類ではなくブドウ由来のベーススピリッツを採用したジーヴァイン・ジンなど、2000年代前半には伝統的なジンの枠組みを越えた銘柄が登場しはじめた。

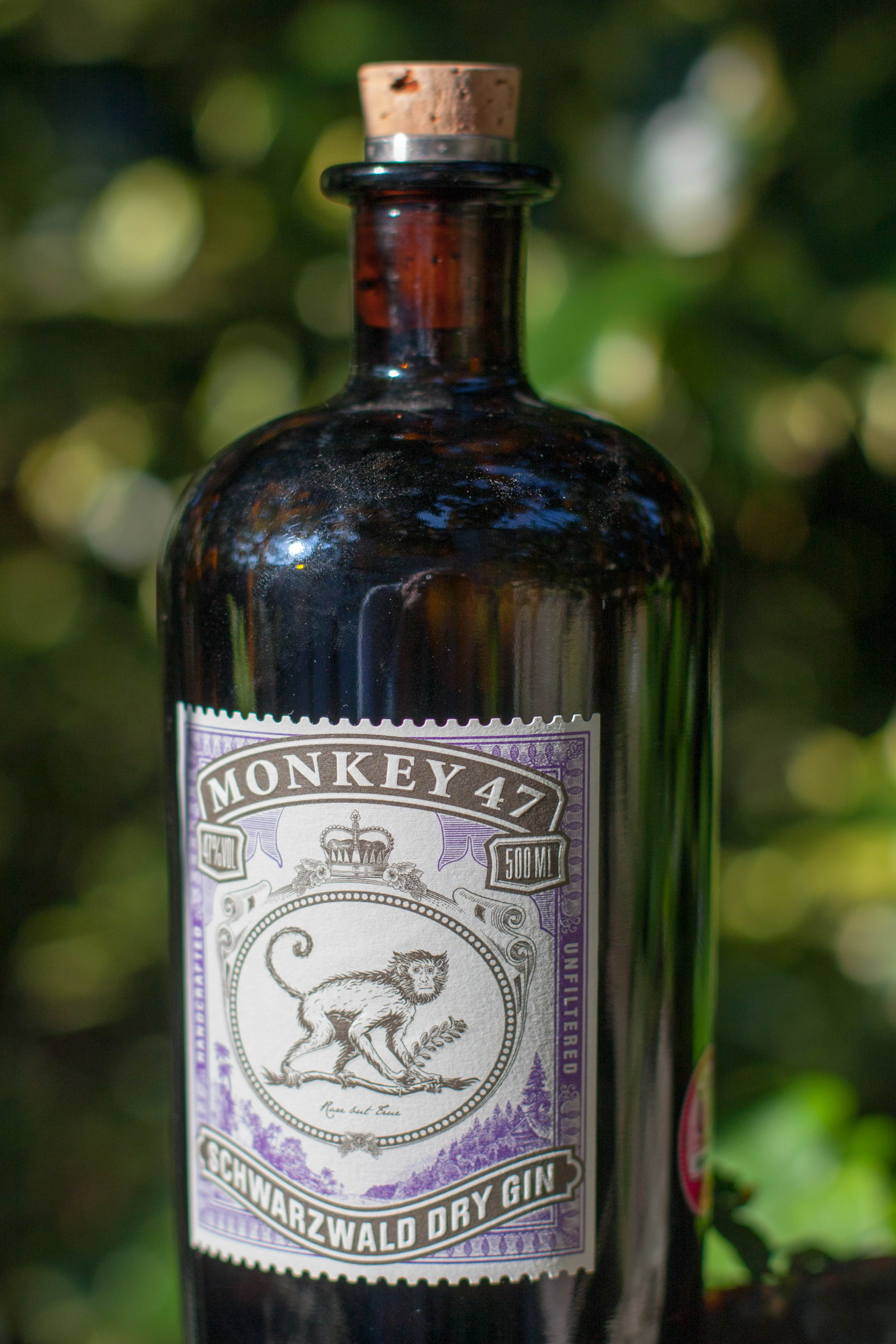
MONKEY47

こうしたプレミアムジンの登場を受けて、2011年頃から小規模蒸留所によるジンづくりが世界的に流行しはじめ、2015年頃からはそれらの蒸留所でつくられるジンを指して「クラフトジン」と呼ぶようになった。クラフトジンとは、広義では「なんらかのこだわりを持ってつくられたジン」、狭義では「なんらかのこだわりを持って小規模蒸留所で少量生産されたジン」である。

クラフトジンのさきがけとなったのは2009年に発売されたシップスミスである。ロンドン市内で200年ぶりに蒸留免許を取得し、その質の高さから発売後すぐに高級ホテルのバーなどで取り扱われるようになった。また、2011年には47種類もの地元産ボタニカルを使った「MONKEY47」が登場。これらの銘柄がきっかけで多数の地元産ボタニカルを使ったクラフトジンが世界各地でつくられるようになった。また、同じ頃ウイスキーブームによって多数のウイスキー蒸留所が設立されていたところ、ジンはウイスキーとは異なり熟成不要で即座に商品化できて、製造設備の流用も可能、地元素材を使うことで容易に独自性を打ち出せることから注目を集め、多数の蒸留所がジンの製造に乗り出した。2020年時点でも世界的なジンブームが続いており、イギリスのジン蒸留所数は2019年時点で315箇所と2014年の倍以上に、日本でも2024年時点で100カ所以上に増えている。

## 製造工程
ジンはニュートラルスピリッツにボタニカルを加えて香味を抽出することで製造される。以下にその詳細を記述する。

### ニュートラルスピリッツ

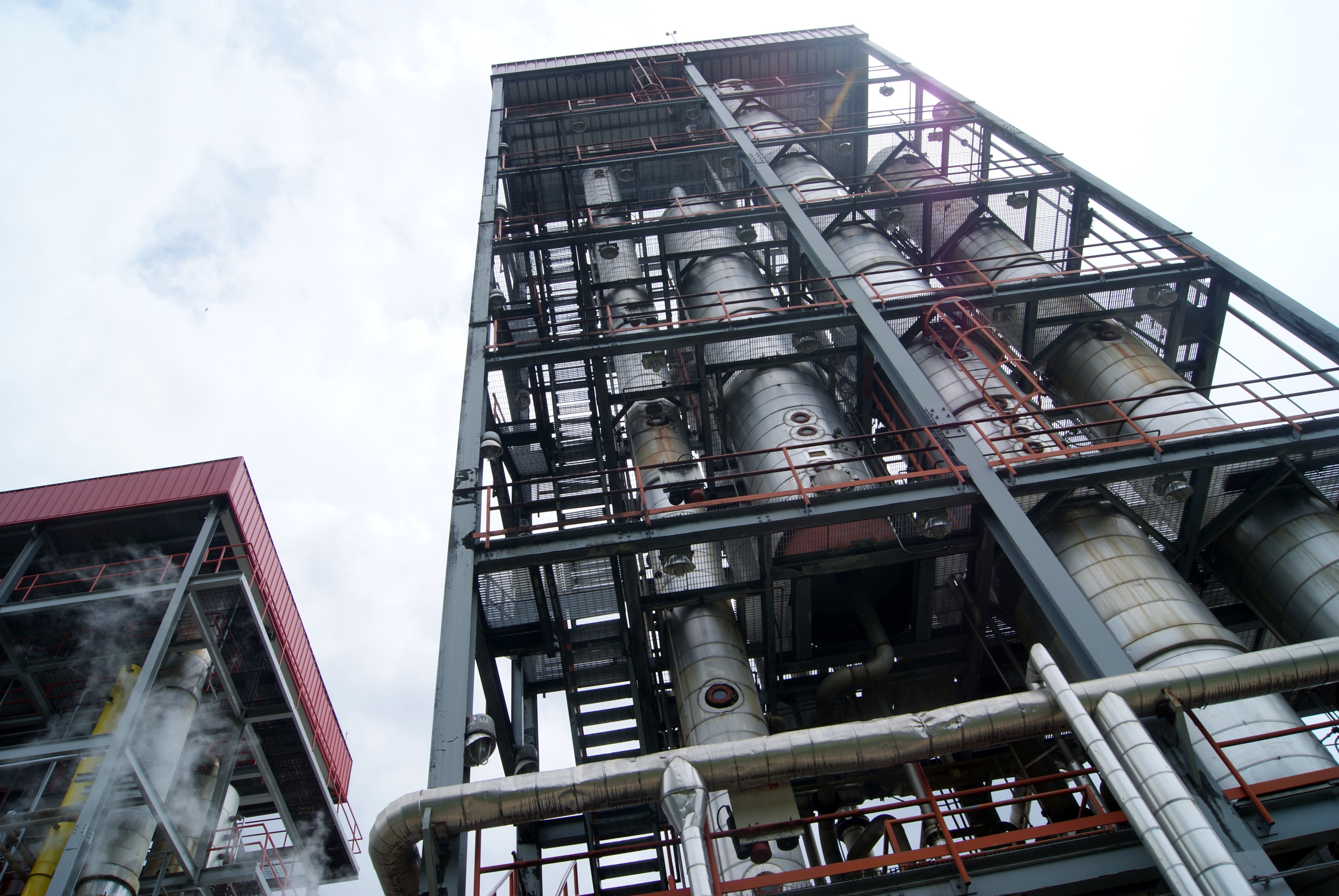
連続式蒸留機

ジンのベースとなるのはニュートラルスピリッツと呼ばれる高アルコール度数のエチルアルコールである。ニュートラルスピリッツの原料は穀物が主だが、ぶどう、糖蜜などの糖分の多い農産物を用いることもある。これらの原料を糖化、発酵させてもろみを作り、連続式蒸留機で蒸留することでアルコール度数96パーセント以上のニュートラルスピリッツを製造する。アルコール度数をここまで高めることによって原料由来の風味のほとんどが削ぎ落とされ、ボタニカルの香味を抽出するための下地となる。ジン蒸留所の多くは自社ではニュートラルスピリッツを製造せず専門業者から購入しているが、自社で製造している蒸留所も一部存在する。
なお、一部の蒸留所ではニュートラルスピリッツではなく焼酎のような個性的な香味のあるスピリッツをベースにすることもある。

### 再蒸留
| かつてギルビー・ジンを製造していた単式蒸留器 |  | サルコムジン蒸留所のハイブリッド型蒸留器 |
| かつてギルビー・ジンを製造していた単式蒸留器 |  | サルコムジン蒸留所のハイブリッド型蒸留器 |

次の工程では用意したニュートラルスピリッツをボタニカルと共に蒸留器へ投入し、再び蒸留する。この二度目の蒸留工程では、アルコールと共にさまざまな香気成分が蒸発し、蒸留器上部の凝縮器で冷却されることで香気成分を含んだ蒸留液を得ることができる。なお、ベーススピリッツは再蒸留の前にアルコール度数40 – 60度前後に加水される。これは使用するボタニカルにとって最も香気成分を抽出しやすい度数に調整するためで、蒸留所によってはボタニカルごとに度数を分けることもある。

#### 抽出方法
ボタニカルの香気成分を抽出する方法は「浸漬法」と「ヴェイパーインフュージョン法」の2種類に分けられる。
浸漬法はベーススピリッツにボタニカルを直接漬け込んで蒸留を行うことで香気成分を抽出する方式である。主に単式蒸留器を使う場合に採用される。ボタニカルを浸漬させる時間は蒸留所によってまちまちであるが、17 – 18時間前後のことが多く、長いと24時間、短いと浸け置く時間を取らずに蒸留を始める蒸留所もある。単式蒸留器内部で浸漬させる場合と、マセレーション・タンクという浸漬用のタンクで浸漬させる場合がある。ボタニカルはニュートラルスピリッツに漬け込まれることで柔らかくなり、スピリッツに成分が染み出していく。ヴェイパーインフュージョン法に比べてボタニカルの香りを強く引き出せるのが特徴である一方、蒸留器内にボタニカルがあることで焦げ付きが発生するリスクがある。なお、コンパウンド・ジンという、ニュートラルスピリッツにボタニカルを浸漬するだけで蒸留を一切行わないジンも存在する。
ヴェイパーインフュージョン法は気化したアルコールを蒸留器の上部に設置したボタニカルに通過させることで香気成分を抽出する方式である。主にハイブリッド型蒸留器（単式蒸留器と連続式蒸留機の中間）またはカーターヘッドスチルを使う場合に採用される。ハイブリッド型蒸留器は単式蒸留器に比べてアルコールの濃縮能力が高いが、その過程でボタニカルの香りまでも抜けてしまう問題点がある。そこで、蒸留器の凝縮器の手前にボタニカルを入れたカゴを設置し、そこにアルコール蒸気を通過させることで効率よく香気成分を抽出している。 また、浸漬法ではボタニカルに熱が入りすぎることでネガティヴな風味が抽出されることがあるが、比較的穏やかに加熱できるヴェイパーインフュージョン法では抽出されにくくなる。また、フレッシュハーブ、花びら、ベリーなどの熱に弱いボタニカルを抽出する際にも用いられる。低温で蒸留を行いたい場合は減圧蒸留が用いられることもあり、こちらは繊細でライトな原酒ができる傾向にある。
蒸留によって得られる液体は前留（ヘッド）、中留（ハートもしくはミドル）、後留（テイル）の3種類に分けられる。人体に有害なメタノールは沸点が65度とエタノールの78度よりも低いためヘッドに多く含まれる。そのためヘッドは廃棄されるか、残っているエタノールを回収するために次ロットの蒸留に混ぜ込まれるか、飲用ではないアルコールに転用される。ミドルはボタニカルの香味成分を適切に抽出できている部分であり、これがジンとしてボトリングされる。なお、この時点でのアルコール度数はおおむね80度前後である。そのまま蒸留を続けると次第に好ましくない成分が出てくるようになる。この部分をテイルと呼び、ヘッドと同様にジンの原酒には用いられない。ただし、ボタニカルによっては蒸留初期や後期に好ましい香味成分が抽出されるものもあるため、どこからどこまでをミドルとするかはジンの品質にとって非常に重要となる。

#### ワンショットとマルチショット
蒸留器に投入するボタニカルの量によって「マルチショット」と「ワンショット」という製法に分けられる。マルチショット製法は一定量のニュートラルスピリッツに対して、レシピの想定の2倍（もしくは数倍）の濃さになるよう、適正量の2倍のボタニカルを加えて蒸留する。こうして得られた原酒を水もしくはニュートラルスピリッツで2倍に希釈して製品とするのである。蒸留する液体量が通常の半分で済むため低コストで製造できるメリットがある一方、希釈に用いたニュートラルスピリッツの品質が製品の味わいに影響を与えるデメリットがある。ワンショット製法はニュートラルスピリッツに対して適正量のボタニカルを投入する製法であり、マルチショット製法に比べてコストがかかる一方、希釈を最低限に抑えられることから不純物の影響を最小限にできるメリットがある。

#### ボタニカル
ボタニカルとは、ジンの香りづけに用いられる植物のことである。一般的なジンではおよそ10種類前後のボタニカルが用いられ、ジンの個性はボタニカルの選択、配合、抽出時の条件の如何によって決まる。ボタニカルの選択はジュニパーベリーが必須であるほかは特に指定はない。なお、クラフトジンでは一般的なボタニカルに限らず多種多様なボタニカルが使用されている。以下に代表的なボタニカルを記す。

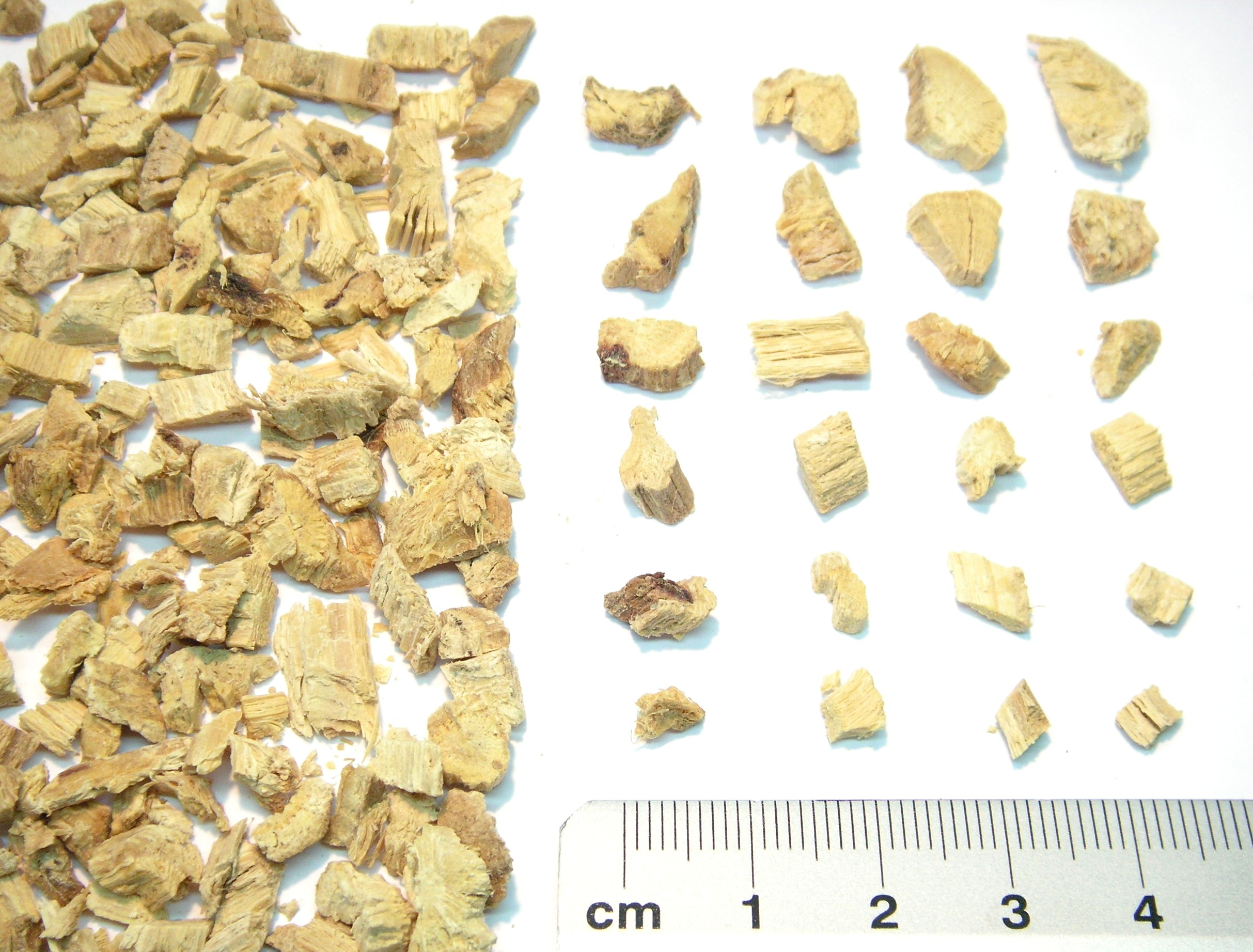
リコリスの根

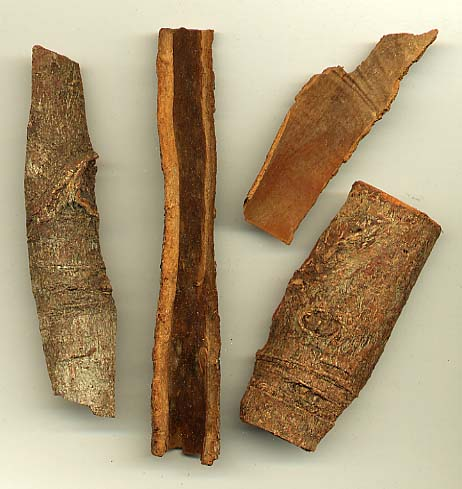
カッシア

ジュニパーベリー
ジュニパーベリーはジンをジンたらしめているボタニカルであり、EUの定義ではジュニパーベリーの香りが主であることが求められている。ヒノキ科の針葉樹の球果であり、ウッディで爽快な香りが特徴である。一般的にイタリアもしくはマケドニア産のものが用いられる。
アンジェリカ
アンジェリカはセリ科のセイヨウトウキの根であり、ほろ苦くドライな香りが特徴である。ジンにおいて特に重要なボタニカルであり、ジュニパーベリーの香りを引き立てる役割がある。根の部分が使われることが多いが、種も使われることがあり、こちらはライトで花のような香りが特徴である。

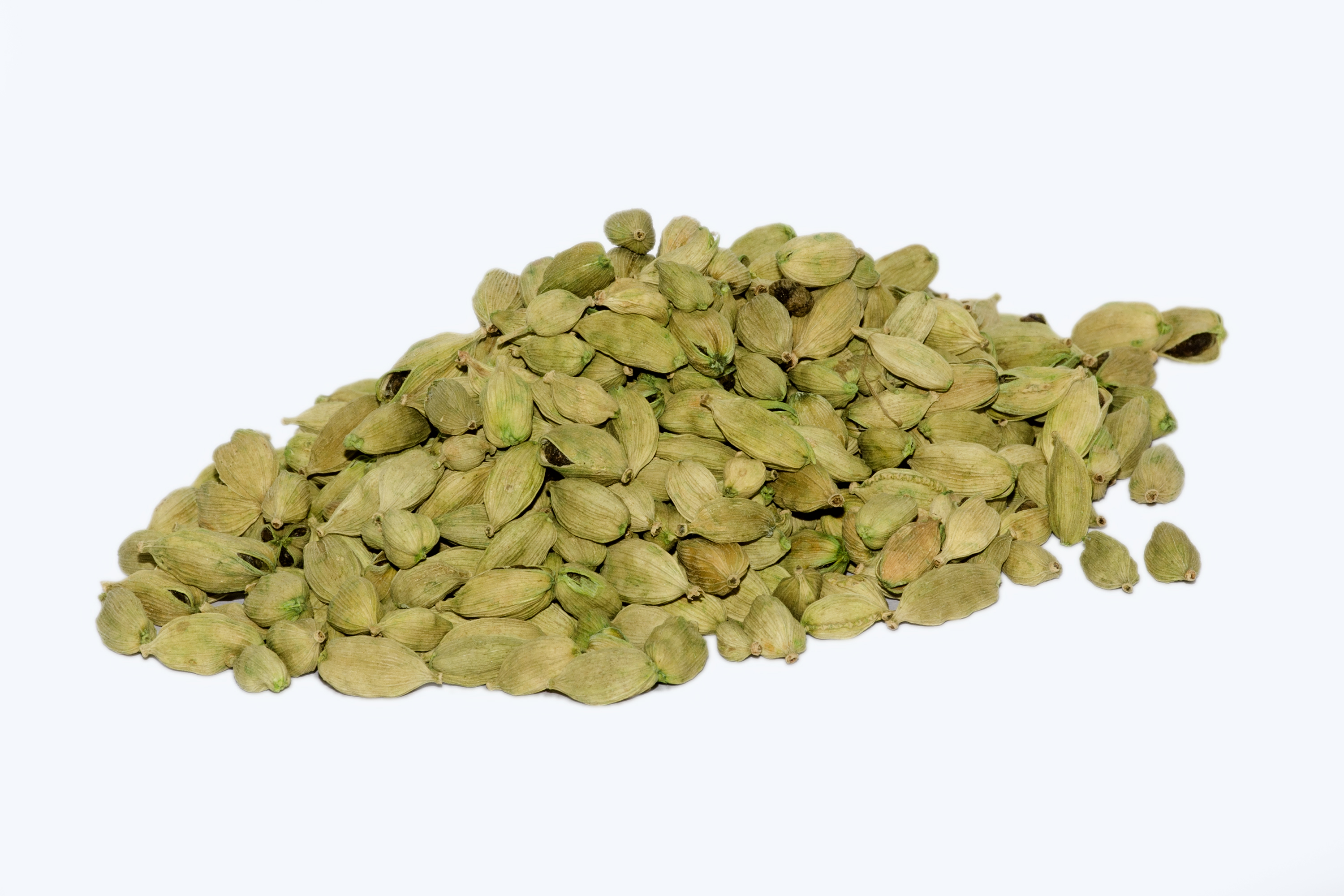
カルダモン
カルダモンはショウガ科の植物の種であり、華やかでスパイシーな香りが特徴である。
柑橘類
オレンジ、レモン、グレープフルーツ、ライムが主に使われ、特にオレンジピールやレモンピールなど皮の部分が多用される。果肉は糖分を含み、蒸留時に高温になるとジャムのような甘い香味が出てしまうためあまり使われない。
コリアンダー
コリアンダーの葉はいわゆるパクチーであるが、葉は独特の香味がするため、ジンでは主に種が使われる。種はレモンのような香りとスパイシーさが特徴である。
カッシア
カッシアはアジアに分布するシナモンの近縁種であり、シナモンと同様に温かみのあるウッディーな香りがあるものの、甘さよりもスパイシーな香りが特徴である。シナモンも優しく甘い香りが出るため使われるが、他のボタニカルの香味を消さないよう少量のみ用いられることが多い。
リコリス
リコリスはスペインカンゾウの根であり、ショ糖の50倍もの甘みがある。ウッディでほどよい甘みが特徴であり、ジンの甘みや柔らかさの部分を司ることが多い。
オリス
オリスはニオイアヤメの根で、スミレのようなフローラルな香りが特徴である。さまざまなボタニカル同士のバランスを取る働きをする。

### 蒸留後
蒸留後のジン原酒のアルコール度数はおおむね80度前後であるため、40度前後になるまで加水してボトリングされる。
ボタニカルから出てくる香味成分は水との親和性が悪いため、ジンを冷却・加水すると白く析出することがある。これを防ぐため、ジンにおいてはボトリング前に冷却濾過をして白濁を取り除くことが多い。冷却濾過を行うことで飲食店での提供時の見栄えがよくなる一方で、香味成分の一部が除去されてしまうデメリットがあるため、冷却濾過を行わない銘柄もある。また、ジンにおいて一般的に樽での熟成は行われないが、一部の銘柄ではウイスキーの空き樽などでの熟成も行われている。

## 飲み方
ジンは爽やかな香味で切れ味のある辛口の味わいが特徴である。ストレートで飲まれることはあまりないが、様々な酒と相性がいいため、スピリッツ類の中でも最も頻繁にカクテルに使用される。特にジンをトニックウォーターで割ったジン・トニックはジンの代名詞的な飲み方である。また、柑橘類や炭酸飲料との相性がよく、上述のトニックウォーターのほか炭酸水やジンジャーエールで割られることもある。
ジンの風味を直接味わう場合はストレートが適している。ストレートが飲みにくい場合はオン・ザ・ロックにしたり冷凍庫で冷やしたりすることで飲みやすくなる。
The Drinks Internationalが調査した2022年に世界で売れたクラシックカクテルのランキングでは、1位にネグローニがランクインしたほか、上位50位中14のカクテルがジンを用いたものであった。
- 1位:ネグローニ
- 3位:ドライマティーニ
- 17位:フレンチ75
- 18位:ギムレット
- 21位:クローバー・クラブ
- 23位:ジンフィズ
- 33位:ヴェスパー
- 34位:アビエーション
- 35位:ロングアイランドアイスティー
- 36位:ビーズ・ニーズ
- 38位:ラモス・ジンフィズ
- 40位:ハンキー・パンキー
- 43位:ラスト・ワード
- 48位:コープス・リバイバー#2